# Кастенская (платформа)
Касте́нская — остановочный пункт, бывшая станция Санкт-Петербургского отделения Октябрьской железной дороги на линии Новолисино — Новгород. Располагается в пристанционном посёлке Кастенская в Тосненском районе Ленинградской области.

## История
Строительство железной дороги между Павловском и Великим Новгородом началось весной 1916 года в рамках проекта линии из Петрограда в Смоленск. На строительство дороги привлекали военнопленных из немецкой и австро-венгерской армий, финансировалось оно в том числе из бюджета Франции. После Октябрьской революции строительство было прекращено, несмотря на высоуий уровень готовности. Возобновлены работы были после окончания Гражданской войны. Станция Кастенская была сдана в эксплуатацию в 1926 году в.
На 1981 год на станции производилась продажа билетов на поезда местного и дальнего следования, а также приём и выдача багажа.
В 1990-х годах в связи с появлением вдоль линии крупных садоводческих массивов и увеличением пассажиропотока было принято решение о электрификации линии Новолисино — Новгород-на-Волхове, но выполнена она не была — опоры были установлены только от Новолисино до Радофинниково, закончилась установка через несколько сотен метров после южной горловины станции.
Не позднее 2005 года станция упразднена и преобразована в остановочный пункт, боковые пути разобраны.

## Описание
Остановочный пункт Кастенская расположен в Лисинском сельском поселении Тосненского района Ленинградской области на линии Павловск — Великий Новгород Октябрьской железной дороги. Остановочный пункт имеет одну низкую боковую платформу с восточной стороны пути.
На платформе останавливаются все проходящие через неё пригородные поезда.

### Расписание пригородных поездов
- Расписание пригородных поездов. Яндекс.Расписания.
- Расписание пригородных поездов на tutu.ru